# Saint-Maurice (Charente-Maritime)
Pour les articles homonymes, voir Saint-Maurice.
Saint-Maurice est un quartier de La Rochelle et une ancienne commune française, située dans le département de la Charente-Maritime en région Nouvelle-Aquitaine. Elle est rattachée à La Rochelle depuis 1858.

## Géographie
Le territoire de cette ancienne commune se situe au cœur de l'actuel territoire de la commune de La Rochelle.

## Histoire
Par la loi du 21 mars 1858, la commune de Saint-Maurice est supprimée et est scindée en trois sections. La première section est rattachée à la commune de Lagord tandis que la deuxième section rejoint celle de Laleu. La dernière section, incluant le chef-lieu de commune, est regroupée avec La Rochelle.
La chapelle Saint-Maurice est construite par le général Charles Léon Dumont en 1871, en l'honneur des soldats tués pendant la guerre franco-prussienne de 1870.

## Administration
| Période                                  | Période | Identité | Étiquette | Qualité |
| ---------------------------------------- | ------- | -------- | --------- | ------- |
|                                          |         |          |           |         |
| Les données manquantes sont à compléter. |         |          |           |         |

## Population et société

### Démographie
| 1793 | 1800 | 1806 | 1821 | 1831 | 1836 | 1841 | 1846 | 1851 |
| ---- | ---- | ---- | ---- | ---- | ---- | ---- | ---- | ---- |
| 412  | 351  | 290  | 396  | 404  | 386  | 437  | 438  | 424  |

| 1856 | - | - | - | - | - | - | - | - |
| ---- | - | - | - | - | - | - | - | - |
| 452  | - | - | - | - | - | - | - | - |

Histogramme

(élaboration graphique par Wikipédia)

## Culture et patrimoine

### Lieux et monuments

#### Chapelle Saint-Maurice
En 1875, le général-baron Charles Léon Dumont achète un terrain pour y faire construire une chapelle dédiée à saint Maurice en mémoire des soldats morts pendant la Guerre de 1870. Elle est de style néoroman saintongeais.

#### Cimetière de Saint-Maurice
Le petite cimetière de l'ancienne commune indépendante est le plus petit et le plus ancien cimetière de la ville, d'une superficie de 0,18 hectares, situé au bout de la rue Quatrefage avec une entrée principale sur la rue Auguste Rodin. Il héberge un nombre limité de tombes dont la plus ancienne date de 1689.

#### Maison de la famille Fromentin

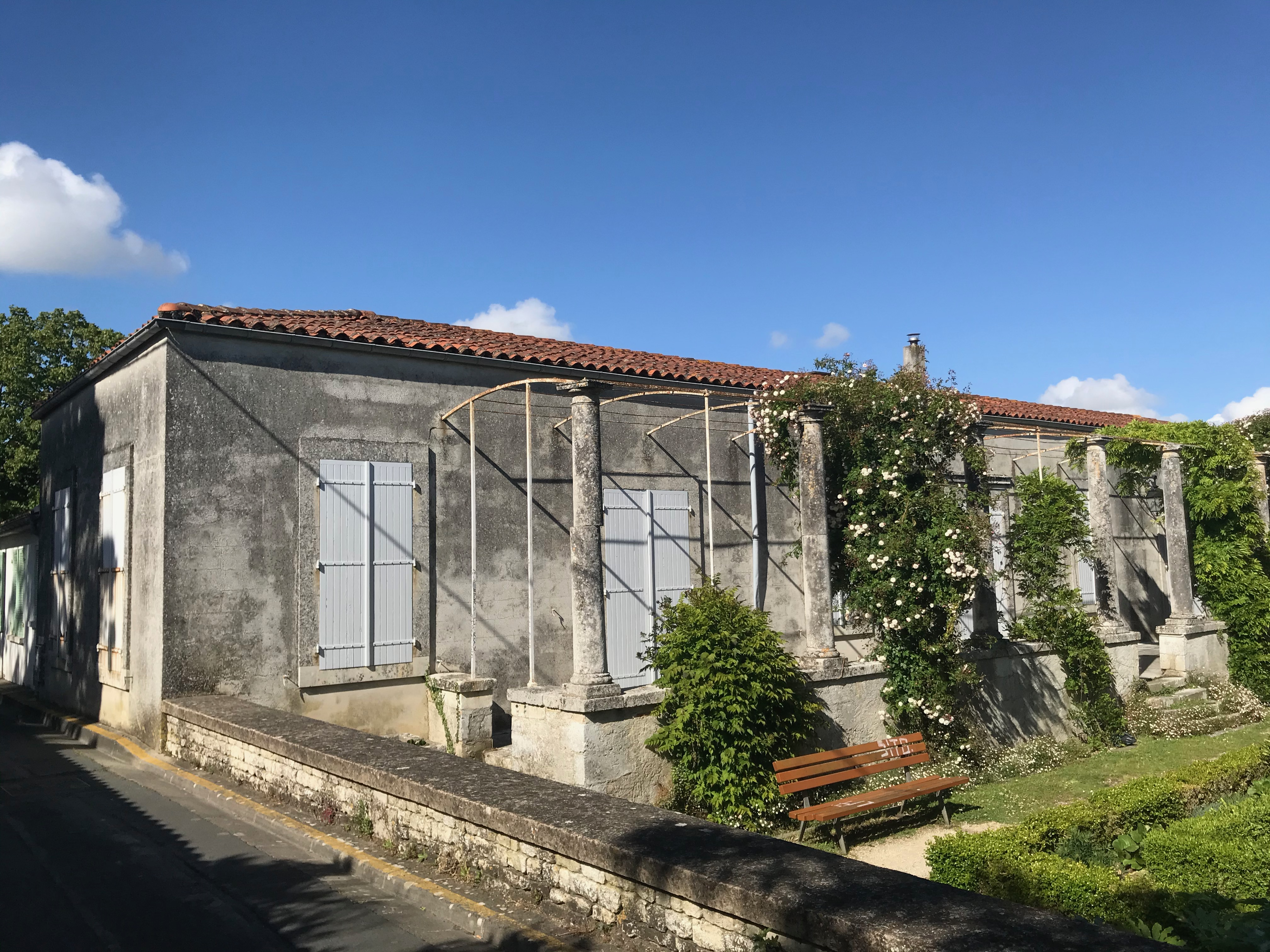

## Personnalités liées
- Philibert Trudaine de Montigny (1733-1777), seigneur de Laleu, administrateur et savant ;
- Louis Ordonneau (1770-1855), général ;
- Charles Léon Dumont (1806-1889), général ;
- Eugène Fromentin (1820-1876), peintre et écrivain.
- Norma Tessum Onda, (1854 - 1875) modèle du peintre français Charles Muller et la fille présumée du poète Alfred de Musset et de la romancière George Sand. Sa tombe se situe dans le petite cimetière de l'ancienne commune.